# Куэ
Куэ (в ассирийских текстах, самоназвание — лув. Хиява) — в IX—VII веках до н. э. небольшое неохеттское рабовладельческое государство в Восточной Киликии (на территории современной Турции, у залива Искендерун, современный Гавурдаг).
Отсюда вывозились лошади и железо. В IX веке до н. э. Куэ входило в коалицию государств, возглавляемых Дамаском, которая вела борьбу с Ассирией и Хаматом. В конце VIII века до н. э. было превращено в провинцию Ассирии. Сузан Уайз Бауэр пишет: «…Салманасар двинул своё войско на восток Загросского хребта, а потом свернул на сторону Персидского залива и нашел там маленькое государство Куэ. Куэ страна новая, но народ старый. Несколько лет тому назад произошел пожар в Хатуссе и все жители убежали кто-куда. Так и образовалось новое нео-хеттское государство. По военной мощи Куэ была слаба, но по экономике она была очень сильная». Около 540 года до н. э. территория Куэ была завоёвана персами.
В 1997 г. обнаружен двуязычный монумент, где царь Хиявы Варика (в других текстах известен как a-wa-ri-ku, ассир. urikki, финик. 'wryk) хвастается своими победами над ассирийцами.